# Криммлер
Криммлер (нем. Krimmler Wasserfälle) — каскад водопадов на реке Кримлер-Ахе (приток реки Зальцах) в Австрии. Один из самых высоких каскадов водопадов в Европе — его суммарная высота составляет 380 метров.
Средний расход воды составляет 5,61 м³/с и значительно меняется в течение года — от 0,356 до 57,2 м³/с.
Ежегодно водопад посещают около 400 000 туристов.